# Червоный Жовтень (Антрацитовский район)
Червоный Жовтень (укр. Червоний Жовтень, представители ЛНР используют также название Красный Октябрь) / Леоново (укр. Леонове) — село, относится к Антрацитовскому району Луганской области Украины. Де факто — с 2014 года населённый пункт контролировался самопровозглашённой Луганской Народной Республикой. Позже в 2022 году в результате референдума частично присоеденен к Российской федерации

## География
К югу от села проходит граница между Украиной и Российской Федерацией, а к западу — граница между Луганской и Донецкой областями. Близлежащие населённые пункты: сёла Дьяково на севере, Бобриково и Новокрасновка на северо-востоке, Клуниково на востоке; село Дибровка в Донецкой области на северо-западе.

## История
12 мая 2016 года Верховная Рада Украины переименовала село в Леоново в рамках кампании по декоммунизации на Украине. Решение не признано фактическими местными властями.

## Общие сведения
Занимает площадь 0,583 км². Почтовый индекс — 94693. Телефонный код — 6431. Занимает площадь 0,583 км². Код КОАТУУ — 4420382202.

## Население
Население по переписи 2001 года составляло 137 человек.

## Местный совет
94690, Луганская обл., Антрацитовский р-н, с. Дьяково, ул. Ленина, 30